# Connor Swift
Connor Swift (Thorne, 30 de octubre de 1995) es un ciclista profesional británico. Desde 2023 corre para el equipo profesional británico INEOS Grenadiers.

## Palmarés

### Ruta
2018
- Campeonato del Reino Unido en Ruta
- Trofeo Beaumont

2021
- Tro Bro Leon
- Tour Poitou-Charentes en Nueva Aquitania

2023
- 3.º en el Campeonato del Reino Unido Contrarreloj

### Grava
2023
- 3.º en el Campeonato Mundial en Grava

## Resultados en Grandes Vueltas y Campeonatos del Mundo
| Carrera         | Carrera         | 2017 | 2018 | 2019 | 2020  | 2021 | 2022  | 2023 | 2024 | 2025  |
| --------------- | --------------- | ---- | ---- | ---- | ----- | ---- | ----- | ---- | ---- | ----- |
|                 | Giro de Italia  | —    | —    | —    | —     | —    | —     | —    | 83.º | —     |
|                 | Tour de Francia | —    | —    | —    | 106.º | 89.º | 69.º  | —    | —    | 109.º |
|                 | Vuelta a España | —    | —    | —    | —     | —    | —     | —    | —    | —     |
| Mundial en Ruta | Mundial en Ruta | —    | Ab.  | —    | —     | Ab.  | 103.º | 26.º | —    | —     |

—: no participa

Ab.: abandono

## Equipos
- Madison Genesis (2017-2019)[2]
- Dimension Data (stagiaire) (2018)[3]
- Arkéa Samsic[4] (2019-2022)
- INEOS Grenadiers (2023-)